# 盧化鰲
盧化鰲（1578年—17世紀），字爾騰，號雲際，福建漳州府漳浦縣人，明朝、南明政治人物。

## 生平
盧化鰲是萬曆二十八年（1600年）福建鄉試舉人，四十四年（1616年）成進士，大理寺觀政，授任浙江蘭谿知縣，四十六年本省同考，丁憂歸。天啓元年（1621年）起補南直隸旌德知縣，二年調婺源知縣；監生楊茂才犯法，湯賓尹營救時被他拒絕，獲對方敬重。天啓五年行取赴部，魏黨因此顧忌他，適逢楊漣、左光斗被誣陷，他也被連累入獄，削籍回鄉。
崇禎初年朝廷錄用東林黨人，起用盧化鰲為户部貴州司主事，三年（1630年）改吏部稽勋司主事，文震孟拱手對他說：「在朝中早聽聞你的節操，有賴你堅持了。」歷官驗封司、文選司，崇禎四年因病辞官。後升文選郎中，隆武時才乞求退休，有著作《易傳》及《四書講意》。

## 家族
曾祖盧潮。父盧英聲。子盧鐄，舉人。

## 引用
1. 1 2  錢海岳《南明史·卷四十三·列傳第十九》：（隆武）時吏部司官：……盧化鼇【鰲】，字爾騰，龍溪人。萬曆四十四年進士。歷蘭谿、婺源、旌德知縣。監生楊茂才犯法，湯賓尹為之地，不可。轉戶部主事，改吏部。忤奄，與楊漣同下獄，歸。崇禎初，起文選郎中，乞休。
2. ↑  康熙《漳浦縣志·卷十二·選舉上》：萬歷二十八年庚子周起元榜……盧化鰲 見進士
3. ↑  康熙《漳浦縣志·卷十五·人物上》：盧化鰲，字爾騰，萬歷丙辰進士。歷蘭谿、婺源、旌德三邑令。監生楊茂才犯法，湯賓尹代為營救，化鰲堅持不可，賓尹敬重之。陞戶部主事，尋改吏部，文震孟楫而言曰：「朝中素耳勁節，賴公主持。」魏璫聞而忌之。值楊漣、左光斗等之獄，并誣化鱉，遂與漣等二十七人同下獄，削籍歸。崇楨初錄用東林諸君子，起化鰲原職，旋以清慎陛文選郎中，以病乞休。著《易傳》及《四書講意》。
4. ↑   福建漳浦《墨溪卢氏族谱》《明天部公傳》：公生而英異，六歲通經術，九歲能屬文。年二十二，遊于泮，爲第一人。明年，舉于鄉，爲四十六人。越十有七年，升于司馬，爲第十六人，遂知蘭溪。一日，巡按御史到，守令出迎，皆有苛禮，公獨從容長揖。至驛舍，因故以誅求煩苦公，已而知長於撫字，短於逢迎，於是幡然，反以此敬重公，且欲於上前言公良吏，而公以丁父艱歸矣。服闋，補旌德。不三月，調婺源。公素方正，諸權貴皆不敢干以私。故湯公賓尹嘗爲公上壽，有“按之如山，投之如鏡”之句。計公三仕爲令，凡歷俸三十六月。應天巡撫周起元具題，言公“昂霄勁骨，湛恩蔭覆雙棠；吸露清心，練才華披重錦。謹炤例題薦擢用”，乃擢公户部。初入朝，文公震孟揖公而進曰：“素耳先生勁節，今朝端所賴主持者寔多。”魏璫忠賢聞而忌之，尋令許顯純鞫汪文言，獄詞連楊漣、左光斗及公等九十八人，公遂削籍爲民。烈帝初，乃復公官。入都，遷吏部，歷四司主事，因病乞歸。復起，爲考功員外。甫視事，天子愛其清慎，特簡爲文選郎中。時有丙辰同年曾公諱棟之子亨應，以甲科爲京官，江右人也。清流中，江右人頗多。亨應時爲諸人通聲氣，然胸中寔有權衡，未嘗聽曾之言，而邪類中有請托不遂者，閧傳公以曾爲入幕之賓，嗾言路上參疏，疏中亦言“選君操守清潔，但爲亨應所愚”，究竟公論莫淆，聖鑒見亮。時朝論謂公之掌銓政也，平以持心，虚以接物，臧否之聞，不輕假借。天子知之，故疏入不報。然而國家之事是已難言矣。柄政者宜興相（即周延儒）也，上是户部一本“元輔輸貲倡募，載運多糧，其見體國勤公之誼，著吏部特議褒嘉，以彰風勸”，公報曰：“輸貲倡募，特元輔體國之一端，而加恩晉秩，往屢懇辭。乃今以勤公勵衆之舉，邀旌賚賜予之榮，恐非元輔之本懷，亦非臣部所敢輕議。是惟聖明别有鑒裁，臣部無能引例臆揣也。”上默然，自賜銀一百兩、紵絲十表裏，以示優異。後公又因病乞歸，已離官，有警，尚留京師，因極論古今得失興亡之故，著《盧氏易傳》，於君子小人陰陽消長之際三致意焉。於是歸來，入里門，行李蕭然，盡出其所有以營宗廟，置祭田，立丁店，蓋自是盧氏之祖考不復薦於寢，盧之子姓不至困於官，彬彬乎禮樂云。甲申聞變，公臨食投箸，歎曰：“天乎！天乎！時事已不可爲矣！吾老臣義不可辱，雖未能即自引决，亦當全其膚髮，以還二人。幸而得免，吾爲陶靖節；若不得免，吾爲謝文節。”遂隱處海濱，作《四書講意》以課子孫。稱疾而卧，不見一人。宜人王氏，多賢德，性至孝，治家謹而莊，儉而有禮，家常物皆安置有常處，不失尺寸，凡所餽遺，悉蓄之以爲祭祀賓客之需，事舅姑以敬爲主，雖死猶生，昧爽而朝，有時物不以薦，未入口，教子孫必以正，經書而外，諸藝事皆不許，盡謝交游，兄弟子姪自爲師友，其嚴肅過於公，俗客無敢叩其門者。